# Dombo Uazanga
Dombo Uazanga, também conhecida somente como Dombo, é uma vila e comuna angolana que se localiza na província de Malanje, pertencente ao município de Luquembo.